# فرودگاه شهرستان اتکینسن
فرودگاه شهرستان اتکینسن (به انگلیسی: Atkinson Municipal Airport) یک فرودگاه همگانی بهره‌برداری هوایی با کد یاتا PTS است که یک باند فرود آسفالت دارد و طول باند آن ۱۶۷۶ متر است. این فرودگاه در کشور ایالات متحده آمریکا قرار دارد و در ارتفاع ۲۹۰ متری از سطح دریا واقع شده‌است.